# 中里恒子
中里 恒子（なかざと つねこ、1909年12月23日 - 1987年4月5日）は、日本の小説家。本名・恒。神奈川県生まれ。1939年に国際結婚をテーマにした『乗合馬車』『日光室』で女性初の芥川賞を受賞。人生の機敏を典雅な文体で描いた。戦後は『歌枕』『時雨の記』など老境を描いた作品を多く発表した。日本芸術院会員。

## 経歴
1909年（明治42年）、父・中里万蔵、母・保乃の次女として、神奈川県藤沢市に生まれる。家業は幕末から続く呉服太物商である。1922年（大正11年）、横浜紅蘭女学校（現・横浜雙葉学園）に入学。翌年9月の関東大震災で家も学校も焼失したため川崎に転居し、川崎実科高等女学校（現・川崎市立川崎高等学校）に編入する。
1925年（大正14年）に女学校を卒業、翌年、文藝春秋社員をしていた遠縁の者より永井龍男を紹介される。1928年（昭和3年）、『火の鳥』などの同人雑誌に創作を発表し始める。12月、兄の知人の佐藤信重と結婚して佐藤姓となる。
1930年（昭和5年）、長女が生まれる。1932年（昭和7年）、結核の養生のため逗子町桜山に転居、横光利一、川端康成と知り合う。翌年、逗子の桜山仲町に転居する。1936年（昭和11年）、横光利一門下である寺崎浩編集の「文学読本」の同人となる。
1937年（昭和12年）6月号から翌年3月号まで雑誌『少女の友』に連載された川端康成『乙女の港』の下書きを書く。1939年（昭和14年）2月、前年に発表した「乗合馬車」「日光室」で第8回芥川賞を受賞する。受賞作は、兄たちの国際結婚を描いたもので、のちに娘が米国人と結婚することになり、かつて国際結婚を冷静な目で見ていた中里自身が大きな動揺に襲われるという経験をした。
1952年（昭和27年）、長女がアメリカ・ボストン市のニュートン聖心大学に留学する。1955年（昭和30年）4月、長女が結婚することになり渡米する。1956年（昭和31年）、別居中だった夫と離婚が成立する。
1974年（昭和49年）、老境を描いた『歌枕』で読売文学賞、1975年（昭和50年）『わが庵』で日本芸術院恩賜賞、1979年（昭和54年）『誰袖草』で女流文学賞受賞。『時雨の記』は中年の恋を描いたものとして話題になり、歿後映画化されて再度読まれた。
1979年（昭和54年）より中央公論社より『中里恒子全集』の刊行開始、翌年には乳がんの手術を受ける。1983年（昭和58年）、芸術院会員に推薦される。1985年（昭和60年）、勲三等瑞宝章を受ける。翌年、腸閉塞のため入院する。1987年（昭和62年）1月、再び入院し、4月5日、大腸腫瘍のため死去。77歳没。

## 著書
- 『乗合馬車』小山書店 1939
- 『鵞鳥の花』甲鳥書林 1940
- 『野薔薇』実業之日本社 1940
- 『生きる土地』実業之日本社 1941
- 『常夏』全国書房 1942
- 『海辺の少女』小学館 1943
- 『春の鳥』湘南書房(新日本少年少女選書) 1947
- 『孔雀』細川書店 1947
- 『夕牡丹』角川書店 1947
- 『生きる土地』講談社 1948
- 『純潔について』池田書店 1950
- 『晩歌』池田書店 1951
- 『若き葡萄』中央公論社 1954
- 『夜の橋』河出書房 1956
- 『天使の季節』文藝春秋新社 1959
- 『鎖』中央公論社 1965 のち文庫
- 『此の世』河出書房新社 1972
- 『閉ざされた海－中納言秀家夫人の生涯』講談社 1972 のち文庫、文芸文庫
- 『歌枕』新潮社 1973 のち講談社文芸文庫
- 『わが庵』文藝春秋 1974
- 『花筐』新潮社 1975
- 『土筆野』文藝春秋 1975
- 『気のながい話』河出書房新社 1975
- 『朧草子』文藝春秋 1976
- 『往復書簡』 宇野千代共著　文藝春秋 1976 のち講談社文芸文庫
- 『時雨の記』文藝春秋 1977 のち文庫
- 『ダイヤモンドの針』講談社 1977
- 『うつつ川』新潮社 1978
- 『誰袖草』文藝春秋 1978
- 『仮寝の宿』中公文庫 1979
- 『鶏の声』北洋社 1979
- 『百万』文藝春秋 1979
- 『わが今昔ものがたり』中央公論社 1979
- 『中里恒子全集』全18巻 中央公論社 1979-1981
- 『南への道』文藝春秋 1980
- 『水鏡』文藝春秋 1981
- 『青い炎』文藝春秋 1982
- 『不意のこと』中央公論社 1982
- 『家の中』講談社 1982
- 『関の戸』文藝春秋 1984
- 『鱗錦の局、捨文』中央公論社 1984
- 『綾の鼓』文藝春秋 1985 のち文庫
- 『日常茶飯』日本経済新聞社 1986
- 『回転椅子』文藝春秋 1986
- 『忘我の記』文藝春秋 1987 のち文庫
- 『松風はかへらず』文藝春秋 1988
- 『精選女性随筆集 10　中里恒子 野上彌生子』小池真理子選 文藝春秋 2012
- 『乙女の港』少女の友　1937-1938